# Phare de Whaleback
Le phare de Whaleback (en anglais : Whaleback Light) est un phare actif situé à l'embouchure de la Piscataqua, dans le comté de York (État du Maine).
Il est inscrit au Registre national des lieux historiques depuis le 23 mars 1988.

## Histoire
Le phare est situé sur un récif affleurant au sud-ouest de Fort Foster (en) à Kittery. Une lumière est active à cet endroit depuis 1820. la tour actuelle a été construite en 1872.
La station (connue dans les premiers enregistrements sous le nom de Whales Back) a été créée en 1820 et remplacée en 1829. La tour a été modernisée en 1855 avec une nouvelle lanterne et une lentille de Fresnel de quatrième ordre. Une cloche anti-brouillard et une tour ont été installées en 1863. En 1869, des tempêtes ayant provoqué des fissures dans la tour et les fondations, la décision de construire une nouvelle tour a été prise en 1872. La nouvelle tour, toujours debout aujourd'hui, est construite avec des blocs de granit. À un moment donné, la corne de brume a été remplacée par une corne et en 1991, le volume de la corne a été réduit car il nuisait à l'intégrité de la structure. La lumière a été automatisée en 1963. Le phare actuel émet deux éclairs blancs à l'aide d'une lampe à LED moderne VLB-44, installée en octobre 2009.
En 2007, en vertu de la loi de 2000 de la National Historic Lighthouse Preservation Act (en), le phare de Whaleback a été mis à la disposition d'un nouvel administrateur approprié. L'American Lighthouse Foundation (en) et son chapitre, Friends of Portsmouth Harbor Lighthouses , ont présenté une demande et sont devenus, en novembre 2008, les nouveaux propriétaires.

## Description
Le phare  est une tour cylindrique en granit, avec une galerie et une lanterne de 15 m de haut, intégrant des quartiers de gardien sur trois étages. La tour est non peinte et la lanterne est noire. Il émet, à une hauteur focale de 18 m, deux brefs éclats blancs de 0,1 seconde par période de 10 secondes. Sa portée est de 14 milles nautiques (environ 26 km).
Il est aussi équipé d'une corne de brume radiocommandée émettant deux blasts par période de 30 secondes.

## Caractéristiques dufeu maritime
Fréquence : 10 secondes (WW)
- Lumière : 0,1 seconde
- Obscurité : 1,4 seconde
- Lumière : 0,1 seconde
- Obscurité : 8,4 secondes

Identifiant : ARLHS : USA-071 ; USCG : 1-0155 - Amirauté : J0228 .
|           |
| Whaleback |

|                      |
| Le phare (vers 1847) |

### Lien connexe
- Liste des phares du Maine